# Pieter van Aelst
Pieter van Aelst (... – Bruxelles, 1536) è stato un artista arazziere fiammingo.

## Biografia

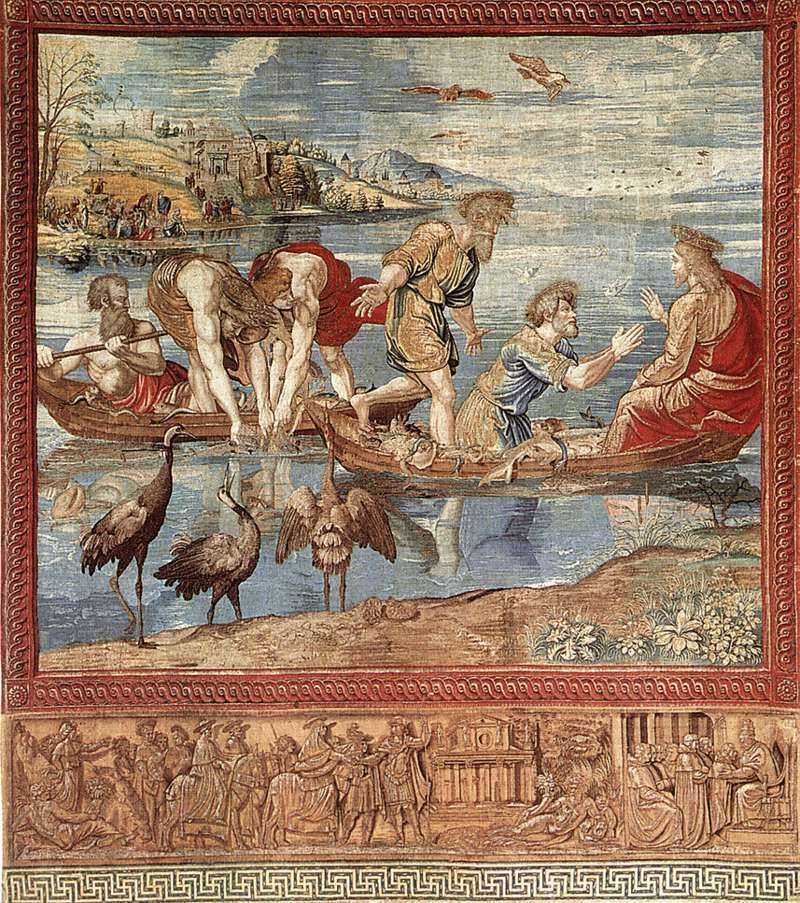
La pesca miracolosa, tratta dai cartoni di Raffaello, 1519, Musei Vaticani

Tenne una bottega di arazzi a Bruxelles, una delle migliori d'Europa, in cui vennero realizzati gli arazzi di Raffaello per la Cappella Sistina, su commissione di papa Leone X.
Gli arazzi sono tratti dagli atti degli apostoli e furono eseguiti tra il 1517 e il 1520. 
Dai cartoni di Raffaello, oggi conservati a Londra, furono tratte anche altre serie di arazzi conservat a Urbino, Loreto, Madrid, Mantova, Vienna. 
I cartoni di Raffaello, che non consentivano di tradurre letteralmente il tema pittorico nel linguaggio dell'arazzo tradizionale, ispirarono il van Aelst a ricercare tutte le risorse della sua tecnica sopraffina e della sua fantasia per trovare soluzioni stilisticamente originali; per la prima volta l'arazzo usciva dai limiti decorativi per diventare un'opera figurativa.
Due serie ulteriori con scene della Vita di Gesù gli furono commissionate da papa Clemente VII e dal cardinale Clesio, vescovo di Trento, su cartoni degli scolari di Raffaello (circa 1530). 
Pieter van Aelst lavorò anche per la corte di Madrid per la quale eseguì alcuni arazzi: Storia di Noé e Storia di Troia.
Alla sua bottega sono anche stati ricondotti due arazzi oggi conservati presso la Pinacoteca Civica di Forlì: Crocifissione con figure e Crocifissione con scene della Passione.
Il figlio, Pieter Coecke van Aelst, divenne un celebre pittore.